# 서울서대문경찰서
서울서대문경찰서(서울西大門警察署, Seoul Seodaemun Police Station)는 서울특별시경찰청이 관할하는 경찰서 중 하나이다. 서울특별시 서대문구를 관할한다. 대한민국 서울특별시 서대문구 미근동에 있는 경찰서이다. 관할 내에 경찰청이 있다.
서장은 총경으로 보한다.

## 연혁
- 1945년 10월 21일: 국립경찰 창설, 서대문경찰서 개서.
- 1969년 2월 12일: 서부경찰서 신설로 9개 파출소 이관
- 1982년 12월 13일: 신축 청사 이전 (서대문구 미근동 165번지)

## 조직
| - 청문감사관 - 경무과 - 생활안전과 - 112종합상황실 | - 여성청소년과 - 수사과 - 형사과 - 교통과 | - 경비과 - 정보과 - 보안과 |

## 관할 지구대 및 파출소
서울서대문경찰서는 2개 지구대와 6개 파출소를 산하에 두고 있다.
| 명칭         | 사진 | 주소                      | 관할구역                                                                    | 치안센터                       |
| ------------ | ---- | ------------------------- | --------------------------------------------------------------------------- | ------------------------------ |
| 충정로지구대 |      | 독립문로 25-1 (옥천동)    | 충정로2·3가, 합동, 미근동, 북아현동, 천연동, 현저동, 영천동, 옥천동, 냉천동 | 북아현치안센터 북아현1치안센터 |
| 신촌지구대   |      | 신촌역로 22 (대현동)      | 창천동, 대현동, 신촌동, 봉원동, 대신동                                      |                                |
| 홍은파출소   |      | 세검정로1길 112 (홍은동)  | 홍은1동, 홍제3동                                                            |                                |
| 연희파출소   |      | 연희로25길 73 (연희동)    | 연희1·2·3동                                                                 |                                |
| 남가좌파출소 |      | 가재울로4길 51 (남가좌동) | 남가좌1·2동                                                                 |                                |
| 북가좌파출소 |      | 증가로 244 (북가좌동)     | 북가좌1·2동                                                                 |                                |
| 홍제파출소   |      | 통일로 441-1 (홍제동)     | 홍제1·2동                                                                   |                                |
| 홍은2파출소  |      | 연희로 298 (홍은동)       | 홍은2동                                                                     |                                |

## 같이 보기
- 서울특별시지방경찰청